# 16 tháng 7
Ngày 16 tháng 7 là ngày thứ 197 (198 trong năm nhuận) trong lịch Gregory. Còn 168 ngày trong năm.

## Sự kiện
- 622 – Ngày đầu tiên của Lịch Hồi giáo, năm đầu tiên trong lịch là năm nhà tiên tri Muhammad di cư từ Mecca đến Medina.
- 1054 – Ba sứ tiết được Giáo hoàng Lêô IX đến Constantinopolis gặp thượng phụ Michael Cerularius, bắt đầu cuộc Đại Ly giáo giữa phương Đông và phương Tây.
- 1212 – Trận Navas de Tolosa, trong quá trình Reconquista hình thành nước Tây Ban Nha, bước ngoặt quan trọng dẫn tới chấm dứt quyền lực Hồi giáo của người Moor ở bán đảo Iberia.
- 1782 – Buổi trình diến đầu tiên của vở opera Die Entführung aus dem Serail của Wolfgang Amadeus Mozart.
- 1790 – Tổng thống Hoa Kỳ George Washington ký Đạo luật Dinh cư, chọn một địa điểm ven sông Potomac làm thủ đô của liên bang, nơi này về sau trở thành Washington, D.C. (hình).
- 1969 – Chuyến bay của Apollo 11, chuyến bay đầu tiên đưa con người lên bề mặt Mặt Trăng.
- 1945 - Mỹ chế tạo được bom nguyên tử và thử nghiệm lần đầu tiên
- 1951 – Tiểu thuyết Bắt trẻ đồng xanh của nhà văn J. D. Salinger được phát hành lần đầu tiên, tác phẩm gây tranh luận với các ngôn từ tục tĩu.
- 1979 – Saddam Hussein trở thành tổng thống của Iraq.
- 1981 – Mahathir Mohamad bắt đầu nhiệm kỳ Thủ tướng Malaysia, liên bang trải qua một giai đoạn hiện đại hóa nhanh chóng trong thời gian ông nắm quyền.

## Sinh
- 1943 – Lệ Thu, ca sĩ người Việt Nam (m. 2021).
- 1977 - Lâm Khánh Chi (Lâm Chí Khanh), ca sĩ, diễn viên chuyển giới người Việt Nam
- 1984 - Tuấn Tú, người dẫn chương trình Việt Nam
- 1988 – Sergio Busquets, cầu thủ bóng đá người Tây Ban Nha
- 1989 – Gareth Bale, cầu thủ bóng đá người Wales
- 1991 – Andros Townsend, cầu thủ bóng đá người Anh

## Mất
- 1557 - Anne xứ Cleves, vương hậu nước Anh ( s.1515)
- 1997 – Dora Maar, nhiếp ảnh gia Pháp, người tình của Picasso (s. 1907)
- 1998 – Nhạc sĩ Hoàng Trọng
- 1999 - John F. Kennedy Jr (s. 1960),nhà báo, luật sư Mỹ, con trai Tổng Thống John F. Kennedy tử nạn trên chiếc máy bay loại Piper Saratoga do ông lái, số hiệu N9253N, rơi xuống Đại Tây Dương trên đường bay từ phi trường Quận Essex ở Fairfield, New Jersey, đến đảo Martha's Vineyard.
- 2009 – Tế Hanh, nhà thơ người Việt Nam (s. 1921)